# Hideo Fukui
Hideo Fukui (Japans: 福井英郎, Fukui Hideo) (Yokohama, 25 september 1977) is een triatleet uit Japan. 
Hideo deed in 2000 mee aan de triatlon op de Olympische Zomerspelen van Sydney. Hij behaalde een 36e plaats in een tijd van 1:52.04,79.

## Belangrijke prestaties

### triatlon
- 1998:  triatlon van Sabah (Maleisië)
- 1998: 21e WK olympische afstand in Lausanne - 1:59.19
- 1999:  Aziatisch kampioenschap (Korea)
- 1999:  triatlon van Amakusa (Japan)
- 1999:  triatlon van Murakami (Japan)
- 1999: 67e WK olympische afstand in Montreal - 1:59.40
- 2000: 4e Aziatisch kampioenschap (Japan)
- 2000: 36e Olympische Spelen in Sydney - 1:52.04,79.
- 2007: 29e Hy-Vee Triathlon & ITU BG World Cup - 1:56.46
- 2010: 22e WK lange afstand in Immenstadt - 6:58.54